# Cornățelu
Cornățelu es una comuna ubicada en el distrito de Dâmbovița, Rumania.

## Superficie
Posee una superficie de 63,86 kilómetros cuadrados.

## Demografía
Hasta 2021 la población era de 1684 habitantes, con una densidad de población de 26,37 habitantes por kilómetro cuadrado.